# Proalbionbaatar
Proalbionbaatar è un generi di mammiferi estinti appartenenti all'ordine dei Multituberculata, famiglia Albionbaataridae. I resti fossili sono costituiti da due molari superiori isolati e provengono dal Giurassico superiore del Portogallo. Questi erbivori vissero durante l'era Mesozoica, conosciuta anche come "l'era dei dinosauri". Furono tra i rappresentanti più evoluti del sottordine informale dei "Plagiaulacida".

## Descrizione
(Kielan-Jaworowska, Cifelli, & Luo (2004). "Mammals from the age of dinosaurs : origins, evolution, and structure" p. 318-319)

## Distribuzione
Giurassico superiore (Kimmeridgiano) della miniera di Guimarota, Leiria, in Portogallo.

## Etimologia
Il nome Proalbionbaatar indica l'antico nome Albione (Ἀλβιών in greco antico) dato dai greci alle isole britanniche, più il suffisso Mongolo "baatar"= eroe, usato spesso nella classificazione dei multitubercolati. Il prefisso "pro" invece è riferito alla datazione di questo genere, antecedente ad Albionbaatar, una specie largamente simile rinvenuta in Inghilterra.

## Specie
- Proalbionbaatar plagiocyrtus (Hahn & Hahn, 1998), specie tipo per monotipia, venne scoperto nei sedimenti databili al Giurassico del Portogallo.

## Tassonomia
Sottoclasse  †Allotheria Marsh, 1880
- Ordine †Multituberculata Cope, 1884:
  - Sottordine †Plagiaulacida Simpson, 1925
    - Ramo Plagiaulacidae
      - Famiglia †Albionbaataridae Kielan-Jaworowska & Ensom, 1994
        - Genere †Albionbaatar Kielan-Jaworowska & Ensom, 1994
          - Specie †A. denisae Kielan-Jaworowska & Ensom, 1994

        - Genere †Proalbionbaatar Hahn & Hahn, 1998
          - Specie †P. plagiocyrtus Hahn & Hahn, 1998

        - Genere †Kielanobaatar Kusuhashi et al., 2010
          - Specie †K. badaohaoensis Kusuhashi et al., 2010